# 해남 옥산서실 소장품일괄
해남 옥산서실 소장품일괄(海南 玉山書室 所藏品一括)은 대한민국 전라남도 해남군 옥천면 송산리, 옥봉유물관에 있는, 조선 선조 때의 문장가인 옥봉 백광훈(1537∼1582)과 그의 아들인 송호 백진남(1564∼1618) 등 후손들과 관련된 유품들이다. 1991년 7월 19일 전라남도의 유형문화재 제181호로 지정되었다.

## 개요
조선 선조 때의 문장가인 옥봉 백광훈(1537∼1582)과 그의 아들인 송호 백진남(1564∼1618) 등 후손들과 관련된 유품들로, 옥봉유물관에 모두 모아 보관하고 있다. 문화재로 지정된 것은 그 가운데 9종 113점이다.
백광훈은 최경창, 이달과 함께 3당 시인으로 불리었으며, 조선 8대 문장가로 일컬어지고 있다. 그의 아들인 백진남은 임진왜란 때에 이순신의 휘하에서 전쟁에 참가하였다.
지정된 유물을 보면 『백광훈교첩』, 유학백진남백패, 『옥봉집』, 『가장필적』, 『장서동수창록』, 백옥봉 목판, 한석봉서증백진사 목판, 『옥봉집』목판, 영여 등이 있다.
『옥봉집』은 백광훈의 시문을 보아 백진남이 간행한 것이며, 『가장필적』은 백씨 문중과 교류한 인물들의 글을 모아 뽑은 것이다. 영여(靈與)는 혼백과 신주를 모시고 돌아올 때 쓰는 가마로 혼령이 탄다하여 요여, 영여라고도 부르는데, 나무로 만들어진 것으로 총높이는 78cm에 이른다. 백광훈이 세상을 뜨자 선조임금이 내려주었다고 한다.
이들 유물은 수원 백씨 가문의 연혁과 주요 인물들의 활동과 사상을 알 수 있는 자료로 평가된다.

## 참고 문헌
- 옥산서실소장품일괄 - 국가유산청 국가유산포털